# Stenophylax libana
Stenophylax libana är en nattsländeart som först beskrevs av Malicky och Dia 1997.  Stenophylax libana ingår i släktet Stenophylax och familjen husmasknattsländor. Inga underarter finns listade i Catalogue of Life.